# Šot el Šergui
Šot el Šergui (arabsky شط الشرقية‎ [shaṭ al sharqiya], Chott Ech Chergui) je slané bezodtoké jezero v Alžírsku. Je to druhé největší jezero v zemi. Leží severně od Saharského Atlasu. Představuje řetěz tří jezer, která jsou spojená úzkými vysychajícími průtoky. Vrstva soli, která se vytváří na povrchu v suchém období, dosahuje místy tloušťky až několik desítek cm. Má rozlohu 2 000 km². Celá soustava je přibližně 150 km dlouhá a široká od několika km do několika desítek km. Leží v nadmořské výšce 987 m.